# سعيد بنعبد الواحد
سعيد بنعبد الواحد مترجم مغربي ولد في مدينة مكناس في المغرب عام 1966م. يترجم إلى اللغة العربية من لغتين هما: الإسبانية والبرتغالية، وقدم للمكتبة العربية عبر سنوات امتدت من سنة 2003 حتى اليوم مجموعة غنية من الأعمال العالمية المترجمة منها: (حكايات منطقية)، و(الباب وقصص أخرى) للبرتغالي فرناندو بيسوا.

## العمل
أستاذ في شعبة اللغة الإسبانية في جامعة عين الحسن الثاني فرع الآداب والعلوم الإنسانية في الدار البيضاء.

## ترجمات
| الكتاب                                     | تأليف                     | سنة النشر | دار النشر                | ملاحظات                                         |
| ------------------------------------------ | ------------------------- | --------- | ------------------------ | ----------------------------------------------- |
| قصص مختارة                                 | فرناندو بيسوا             | 2009      |                          |                                                 |
| أثر الفراشة وحكايات أخرى                   | جوزي ماريو سيلفا          | 2010      | منشورات دار التوحيدي     |                                                 |
| قافلة: قصص قصيرة جداً                       | رْوي مانْويل أمارال         | 2011      | منشورات دار التوحيدي     |                                                 |
| مختارات من القصة المكسيكية                 | مجموعة مؤلفين             | 2013      |                          | بالاشتراك مع آخرين.                             |
| الباب وقصص أخرى                            | فرناندو بيسوا             | 2016      | المركز الثقافي العربي    |                                                 |
| حكايات منطقية                              | فرناندو بيسوا             | 2018      | المركز الثقافي العربي    |                                                 |
| كواريشما فكاك الرموز: روايات بوليسية قصيرة | فرناندو بيسوا             | 2018      | المركز الثقافي العربي    |                                                 |
| حب الضياع                                  | كاميلو كاشتيلو برانكو     | 2018      | المركز الثقافي العربي    | [ 5 ]                                           |
| الكتب التي التهمت والدي                    | أفونسو كروش               | 2018      | دار مسكيلياني للنشر      | [ 6 ]                                           |
| نظرية عامة للنسيان                         | جوزيه أغوالوسا            | 2019      | دار الخان للنشر والتوزيع |                                                 |
| إست يهوذا                                  | أنطونيو لوبو أنتونيش      | 2019      | منشورات الجمل            |                                                 |
| أزقة الذاكرة: ذكريات الفافيلا              | كونسيساو إيفاريستو        | 2019      | المركز الثقافي العربي    |                                                 |
| جوج وماجوج                                 | باتريسيا ميلو             | 2019      | دار الخان للنشر والتوزيع |                                                 |
| مؤشر السعادة                               | دافيد ماشادو              | 2020      | المركز الثقافي العربي    | حازت على جائزة الاتحاد الأوروبى للآداب ( 2015). |
| الغناء من البئر                            | رينالدو آريناس            | 2020      | صفحة سبعة للنشر والتوزيع |                                                 |
| آل مالاكياس                                | أندريا دل فويغو           | 2020      | دار الخان للنشر والتوزيع |                                                 |
| نداء الصمت                                 | هيلينا إريارتي            | 2020      | منشورات الربيع           | [ 8 ]                                           |
| أنطولوجيا الليل                            | خوليو باريديس             | 2020      | منشورات الربيع           |                                                 |
| المعادلة الإلهية                           | جوزيه ر. دوس سانتوس       | 2021      | منشورات الجمل            | [ 9 ]                                           |
| رجل القسطنطينية                            | خوسيه رودريجيز دوس سانتوس | 2021      | المركز الثقافي العربي    |                                                 |
| شرح الطيور                                 | أنطونيو لوبو أنتونيش      | 2021      | منشورات الجمل            | [ 10 ]                                          |
| حمى الذاكرة                                | جيوكوندا بيلي             | 2021      | مدارك للنشر              |                                                 |
| المتسول وقصص أخرى                          | فرناندو بيسوا             | 2021      | المركز الثقافي العربي    |                                                 |
| الموت والنيزك                              | جوكا رينيرس تيرون         | 2021      | دار الخان للنشر والتوزيع |                                                 |
| المحتال                                    | سيلفينا أوكامبو           | 2021      |                          |                                                 |
| المسافر التائه: وقصص أخرى                  | خوسي ماريا ميرينو         | 2021      | منشورات الربيع           | [ 11 ]                                          |
| المدينة الغول                              | أليخاندرا ألغورتا         | 2022      | منشورات الربيع           |                                                 |
| الحفيدة                                    | أفونسو كروش               | 2022      | دار مسكلياني للنشر       | [ 12 ]                                          |

## كتب نقدية للكاتب
- هكذا أكتب قصصي: تأملات وأفكار ونصائح في كتابة القصة القصيرة لكتاب من إسبانيا والبرتغال وأمريكا اللاتينية، فضاءات للنشر والتوزيع، 2016
- النشيد الأول: أنطولوجيا القصة البرتغالية المعاصرة، 2021 منشورات الربيع